# Levan Datunashvili
Pas d'image ? Cliquez ici

a Compétitions nationales et continentales officielles uniquement.

b Matchs officiels uniquement.
Dernière mise à jour le 14 juillet 2024.
Levan Datunashvili (en géorgien : ლევან დათუნაშვილი), né le 18 janvier 1983 à Tbilissi (Union soviétique), est un joueur international géorgien de rugby à XV devenu entraîneur. Il évolue au poste de deuxième ligne.

## Biographie
Levan Datunashvili connaît sa première cape internationale le 22 février 2004 à l’occasion d’un match contre l'équipe d'Espagne. Il dispute trois matchs de la Coupe du monde 2007 en France. Il fait partie de l'effectif retenu par Richie Dixon pour disputer la Coupe du monde 2011 en Nouvelle-Zélande, ainsi que pour la Coupe du monde 2015 en Angleterre. 

## Statistiques en équipe nationale
- 75 sélections avec la Géorgie de 2004 à 2015.
- 20 points (4 essais)
- sélections par année : 1 en 2004, 4 en 2005, 9 en 2006, 8 en 2007, 2 en 2008, 6 en 2009, 7 en 2010, 9 en 2011, 5 en 2012, 4 en 2013, 7 en 2014, 8 en 2015
- En Coupe du monde :
  - 2007 : 3 matchs (Irlande, Namibie, France)
  - 2011 : 4 matchs (Écosse, Angleterre, Roumanie, Argentine)
  - 2015 : 4 matchs (Tonga, Argentine, Nouvelle-Zélande, Namibie)